# Irene von Willisch
Irene von Willisch, verheiratete Erdmann (* 1896 in Schliepenhof in Livland, Russisches Kaiserreich; † 1978) war eine deutsch-baltische Pianistin, Schriftstellerin und Künstlerin.

## Leben
Irene von Willisch war die Tochter des Gutsbesitzers auf Schliepenhof in Livland Justus von Willisch (1854–1929) und Julie (1861–1934), geb. von Rengarten aus Riga. Sie wuchs in Riga auf und erhielt ihre pianistische Ausbildung u. a. am Stern’schen Konservatorium in Berlin. Irene von Willisch war vielseitig begabt: Sie komponierte, vor allem Lieder, und schrieb Gedichte sowie Prosatexte, außerdem schuf sie Zeichnungen und Gemälde im Stil des Expressionismus.
Am 30. Juni 1919 heiratete sie in Berlin den Pianisten und Komponisten Eduard Erdmann, der gerade am Beginn seiner Karriere stand und erste öffentliche Auftritte hatte. Das Paar, das sich seit Kindertagen kannte, bekam vier Kinder: Jolanthe, Piers, Jobst und Judith. Ihre älteste Tochter Jolanthe wurde später die zweite Frau von Emil Nolde.
1923 erwarben Irene und Eduard Erdmann in Langballigau an der Flensburger Förde ein Sommerhaus, sie lebten aber in den 1920er und 1930er Jahren in Köln, wo Eduard Erdmann an der Hochschule für Musik Klavier lehrte. Als 1935 seine jüdischen Kollegen von nationalsozialistischen Schlägern brutal misshandelt wurden, trat er aus Protest von seinem Amt als Klavierprofessor zurück und verließ mit seiner Frau und seinen Kindern Köln. Die Familie lebte nun zurückgezogen in ihrem Sommerhaus; über die Werke von Eduard Erdmann wurde ein Aufführungsverbot verhängt.
Ab 1950 lebte Irene Erdmann mit ihrem Mann und ihren Kindern in Hamburg, da Eduard Erdmann an der dortigen Hochschule für Musik und Theater unterrichtete. 1958 verstarb ihr Mann an den Folgen eines Herzanfalls, Irene Erdmann lebte bis zu ihrem Tod 1978 in dem Haus in Langballigau.

## Nachlässe
- Archiv der Akademie der Künste Berlin (Korrespondenz E-M) (enthält u. a. „Irene Erdmann betr. Ankauf Bibliothek Eduard Erdmann, 1958 - 1959.“)
- Im Nachlass Christoph Bernoulli (1897-1981) befinden sich einige Kompositionen und Gedichte Irene Erdmanns / Basel UB ; Nachlass Christoph Bernoulli (1897-1981) ; Signatur: UBH NL 322 : A III 5, 1-23 (Kalliope)